# Kebaya
Il kebaya è un indumento tradizionale femminile, tipico dell'Indonesia, della Malaysia, del Brunei e di Singapore. Si tratta di una specie di blusa realizzato in materiali leggeri, di solito batik, e indossato insieme al sarong o altri capi tradizionali.
Il Kebaya nasce nella zona della Penisola Araba, e la parola kaba in arabo vuol dire semplicemente indumento. L'associazione del termine keba a quel particolare tipo di indumento risale al periodo in cui i portoghesi sbarcarono nell'Asia dell'Est.